# سوارکاری در بازی‌های آسیایی ۲۰۱۸
سوارکاری یکی از ورزش‌های بازی‌های آسیایی ۲۰۱۸ است که از ۲۰ تا ۳۰ اوت ۲۰۱۸ برگزار شده‌است.
این مسابقات در سه ماده درساژ، پرش و ایونتینگ و دو بخش تیمی و انفرادی در پارک ملی سوارکاری جاکارتا شده‌است.

## مدال‌ها
| رویداد          | طلا                                                                        | نقره                                                                      | برنز                                                                                              |
| درساژ انفرادی   | Jacqueline Siu · هنگ کنگ                                                   | Qabil Ambak Mahamad Fathil · مالزی                                        | Kim Hyeok · کره جنوبی                                                                             |
| درساژ تیمی      | ژاپن · ماسانو تاکاهاشی · شونسوکه تروی · کازوکی سادو · آکانه کوروکی         | کره جنوبی · کیم چون-پیل · نام دونگ-هون · کیم کیون-سوب · کیم هیوک          | تایلند · آرینادتا چاواتانونت · آپیسادا باناگیجسوپون · چالرمچارن یوتویریاپانیت · پاکجیرا تونگپاکدی |
| اونتینگ انفرادی | Yoshiaki Oiwa · ژاپن                                                       | Fouaad Mirza · هند                                                        | Alex Hua Tian · چین                                                                               |
| اونتینگ تیمی    | ژاپن · Takayuki Yumira · Kenta Hiragana · Ryuzo Kitajima · Yoshiaki Oiwa   | هند · Rakesh Kumar · Ashish Malik · Jitender Singh · Fouaad Mirza         | تایلند · Arinadtha Chavatanont · Preecha Khunjan · Korntawat Samran                               |
| پرش انفرادی     | علی الخورافی · کویت                                                        | شیخ علی الثانی · قطر                                                      | رمزی الدهامی · عربستان سعودی                                                                      |
| پرش تیمی        | عربستان سعودی · رمزی الدهامی · خالد المبطی · خالد العید · عبدالله الشربتلی | ژاپن · Taizo Sugitani · Shota Ogomori · Daisuke Fukushima · Toshiki Masui | قطر · شیخ علی الثانی · باسم حسن محمد · حمد العطیه · سالمین السویدی                                |

## جدول مدال‌ها
| رتبه  | کشور          | طلا | نقره | برنز | مجموع |
| 1     | ژاپن          | ۳   | ۱    | ۰    | ۴     |
| 2     | عربستان سعودی | ۱   | ۰    | ۱    | ۲     |
| 3     | هنگ کنگ       | ۱   | ۰    | ۰    | ۱     |
| 4     | کویت          | ۱   | ۰    | ۰    | ۱     |
| 5     | هند           | ۰   | ۲    | ۰    | ۲     |
| 6     | کره جنوبی     | ۰   | ۱    | ۱    | ۲     |
| 7     | قطر           | ۰   | ۱    | ۱    | ۲     |
| 8     | مالزی         | ۰   | ۱    | ۰    | ۱     |
| 9     | تایلند        | ۰   | ۰    | ۲    | ۲     |
| 10    | چین           | ۰   | ۰    | ۱    | ۱     |
| مجموع | مجموع         | ۶   | ۶    | ۶    | ۱۸    |